# センチュリー文化財団
一般財団法人センチュリー文化財団（せんちゅりーぶんかざいだん）は、旺文社創業者・赤尾好夫の美術コレクションや資産を保存するために1979年に設立された団体。センチュリーミュージアムを持ち、有料で一般公開している。

## 概要
1979年11月、言語及び言語に係わる文化の理解と普及を目的として設立された。旺文社の筆頭株主でもある。関連企業として不動産管理会社センチュリーアセットマネジメント株式会社がある。
1991年、東京都文京区本郷に、旺文社二代目社長赤尾一夫が計画し、イギリスを代表する建築家ノーマン・フォスターの設計によるセンチュリータワーを建設、財団本部を移転し、センチュリーミュージアム（初代館長・古筆学者 小松茂美）を開設。
2002年に一旦閉館。
2008年には慶應義塾創立150年の記念に、書道関係を中心とした財団所蔵美術品と書籍1,740点を慶應義塾大学図書館斯道文庫に寄託、１億円の寄付金を原資に「センチュリー文化財団赤尾記念基金」が設けられ、同文庫の運営費などに当てられている。
2010年10月、財団所在地の新宿区早稲田鶴巻町にセンチュリーミュージアム（第二代館長・神崎充晴）を移転。年4回、主に奈良時代から江戸時代までの文字文化をテーマにした展覧会を開催した。
2012年に、鎌倉市扇ガ谷の赤尾家居宅と土地の寄付を鎌倉市に申し出、隣接する赤尾家の別地を市が購入することを条件に、世界遺産関連施設の助成金15億円を寄付（負担付き寄付）することを発表。2017年に鎌倉歴史文化交流館としてオープンした。
2018年、慶應義塾大学にセンチュリー文化財団所蔵の美術資料2,325点を寄贈し、30億円を寄付することをきっかけに、2021年「慶應義塾ミュージアム・コモンズ」（慶應義塾大学三田キャンパス内）が開館することが決定。
2020年７月18日の展示をもってセンチュリーミュージアムにおける展示活動を終了、今後の展示活動を慶應義塾ミュージアム・コモンズに移管。
2021年11月1日に一般財団法人日本生涯学習総合研究所を合併したうえで一般財団法人日本生涯学習総合研究所に改称した。
旺文社は財団設立以前の1955年から、旧本社ビル内で「出版文化センター」を運営し、百万塔陀羅尼やグーテンベルク聖書を始めとする貴重書を展示していたが、1965年3月に発生した火災により、1万点以上の資料を失っている。

## センチュリー文化財団寄託品（慶応義塾大学）
慶應義塾が2008年に創立150年を迎えたことを記念し、所蔵美術品1,740点が慶應義塾に寄託された。センチュリー文化財団の所蔵品は、財団設立の趣旨にあるように、文字文化に関する資料が中核をなしており、日本の書道史を概観するのに必要十分な資料がバランス良く収集されている。また財団が美術館を運営していたことからも判るように、それらには美術的価値の高い文字資料が豊富なばかりでなく、絵画資料や工芸品等も良質なものが含まれている。加えて「文庫」として1点に数えられるものは、約15,000冊からなる古典籍で、書道関係のものを中心に多岐にわたる内容の書物が揃っている。これらの資料は研究に活用されるとともに、展示会を行うことにより広く公開されている。

## 所在
- 東京都新宿区早稲田鶴巻町110番地22[10]
理事長：清水章[10]

## センチュリーミュージアム
- 午前10時から午後5時（入館は午後4時30分まで）[11]
- 休館日：毎週日曜・年末年始・展覧会準備期間（不定期）[11]
- 最寄駅：東京メトロ東西線早稲田駅1番出口 徒歩6分[11]